# Denis Shore
Denis Shore (Denis Victor Shore; * 24. Mai 1915 in Johannesburg; † 4. April 1963 in Durban) war ein südafrikanischer Sprinter.
Bei den Olympischen Spielen 1936 in Berlin erreichte er über 400 m das Viertelfinale und schied mit der südafrikanischen Mannschaft im Vorlauf der 4-mal-400-Meter-Staffel aus.
1938 gewann er bei den British Empire Games in Sydney Bronze über 440 Yards; über 100 Yards und 220 Yards schied er im Halbfinale aus.
Bei den Olympischen Spielen 1948 in London gelangte er über 400 m ins Halbfinale und über 200 m ins Viertelfinale.

## Persönliche Bestzeiten
- 100 Yards: 9,5 s, 26. September 1938, Johannesburg
- 100 m: 10,6 s, 1944
- 220 Yards: 21,1 s, 13. November 1937, Johannesburg (entspricht 21,0 s über 200 m)
- 440 Yards: 47,0 s, 10. Dezember 1938, Krugersdorp (entspricht 46,7 s über 400 m)